# Mikhaïl Zenkévitx
Mikhaïl Aleksàndrovitx Zenkévitx (rus: Михаи́л Алекса́ндрович Зенке́вич, 21 de maig [C.J. 9 de maig] de 1886 a Nikolàievski Gorodok, (avui Oktiabrski Gorodok), gubèrnia de Saràtov, llavors Imperi Rus – 14 de setembre de 1973, Moscou, URSS) fou un poeta, escriptor, traductor i periodista rus i soviètic. Figura destacada del moviment acmeista de la poesia russa, també és considerat un dels fundadors de l'escola soviètica de traducció poètica.

## Biografia
Mikhaïl Zenkévitx va néixer a la zona rural de la gubèrnia de Saratov. El seu pare, Aleksandr Óssipovitx Zenkévitx, ensenyava matemàtiques al col·legi de la comunitat agrícola de Marinski. La mare, Evdokia Semiónovna (de soltera Nesxeretova), era professora d'un gymnasium.
El 1904, després de graduar-se al Primer Gimnàs de Saràtov, Mikhaïl Zenkévitx va viatjar a l'estranger i va passar dos anys a Alemanya, estudiant a les universitats de Jena i Berlín. El 1906 va publicar els seus primers tres poemes a la revista Jizn i xkola, rus: Жизнь и школа ("Vida i escola") de Saràtov. El 1907 Zenkévitx es va traslladar a Sant Petersburg i va començar a escriure per a les revistes Vesna, rus: Весна, Sovremenni mir, rus: Современный мир, Obrazovànie, rus: Образование i Zaveti, rus: Заветы. El 1910 es va trobar amb Nikolai Gumiliov, que el va ajudar a publicar algunes de les seves poesies a la revista Apol·lon (Núm. 9, 1910).
El 1911 Zenkévitx es va unir al recentment creat Primer Taller de Poetes i va passar a formar part del cercle acmeista, i va mantenir una estreta amistat amb Vladímir Nàrbut. Al voltant d'aquesta època es va inscriure a la Facultat de Dret de la Universitat de Sant Petersburg, on es va graduar el 1915. Abans d'això, el 1912, va sortir el primer llibre de poesia de Zenkévitx, "Pòrfirs salvatges" rus: Дикая порфира Dikaia porfira, en el qual l'autor va explorar les possibilitats de "expressar la ciència a través de la poesia". Va tenir una forta ressonància, i poetes com Nikolai Gumiliov, Valeri Briússov, Viatxeslav Ivànov, Serguei Gorodetski i Borís Sadovskoi li donaren comentaris positius.
Al desembre de 1917 Zenkévitx va tornar a la seva Saràtov natal per unir-se a la plantilla del diari local Saràtovskie Izvéstia, rus: Саратовские известия. El 1918 va sortir la seva segona col·lecció, "Catorze poemes", rus: Четырнадцать стихотворений Txetírnadtsat stikhotvoreni. Un any més tard, Zenkévitx es va unir a l'Exèrcit Roig com a voluntari i va servir allí durant tres anys com a secretari del tribunal militar, i després com a funcionari del tribunal al Front del Caucas, on també va fer conferències sobre armament d'infanteria. Va continuar escrivint i el 1921 va publicar "Tancs de conreu", rus: Пашня танков Pàixnia tànkov. Dues col·leccions més, "Lírica", rus: Лирика i "Porfibagr", rus: Порфибагр (aquest últim combina el material de "Pòrfirs salvatges" amb els poemes de la nova col·lecció anomenada "El color de la carn", rus: Под мясной багряницей Pod miasnoi bagrianitsei) es van preparar per a la publicació, però mai no van arribar a la impremta. Als vint anys va escriure "L'esfinx mugic", rus: Мужицкий сфинкс Mujitski sfinks (1921-1928) llibre de memòries, publicat només el 1978.
Fins a 1923, Zenkevich va viure a Saratov on va treballar per a ROSTA i va fer conferències (sobre Aleksandr Blok, Velimir Khlébnikov i altres poetes). El 1923 es va traslladar a Moscou i es va unir primer a la revista Rabótnik Prosvesxénia, rus: Работник просвещения(com a secretari) i després a la casa editorial Khudojestvennaia Literatura rus: Художественная литература com a editor de literatura estrangera. El 1923 es va publicar la seva primera traducció (de Victor Hugo). Després van arribar diversos llibres de poesia ("Sota el nas del vapor", rus: Под пароходным носом Pod parokhódnim nóssom, 1926 i "El darrer vol", rus: Поздний пролёт Pozdni prólot, 1928 entre ells). La biografia dels Germans Wright escrita per Zenkévitx va aparèixer el 1934 a la sèrie Vides de gent distingida. En 1934-1936 va treballar a Novi Mir com a editor del departament de poesia. El 1936 Zenkévitx va cofundar l'antologia Poetes d'Amèrica, rus: Поэты Америки i des de llavors es va centrar a traduir els poetes estatunidencs clàssics i contemporanis. Això va donar lloc a una sèrie d'antologies: "De poetes americans", rus: Из американских поэтов, (1946), "Poetes del segle xx. Poemes de poetes estrangers en la traducció de M. Zenkévitx / [Prefaci. N. Tíkhonova]" rus: Поэты XX века. Стихи зарубежных поэтов в переводе М. Зенкевича / [Предисл. Н. Тихонова] (1965), "Poetes americans en la traducció de M. A. Zenkévitx", rus: Американские поэты в переводе М. А. Зенкевича (1969). També va traduir Juli Cèsar i Mesura pe mesura de Shakespeare, L'illa del tresor de R. L. Stevenson i La guerra dels mons de H.G. Wells.
Quan comença la Gran Guerra Patriòtica, Zenkévitx, incapaç de prestar serveis per motius de salut, és evacuat a Txístopol. Intervé a la ràdio, compon col·leccions de versos antifeixistes i sovint es dirigeix al front per fer per fer recitals de poesia. El 1947 es va incorporar al PCUS. En 1960 va visitar els Estats Units per conèixer alguns dels poetes les obres dels quals havia traduït, incloent Mike Gold i Robert Frost. Després de la guerra, Zenkévitx va publicar diversos llibres de poesia traduïda, així com les seves pròpies obres, "A través de les tempestes d'anys" rus: Сквозь грозы лет (1962) i "Selectes", rus: Избранное (1973).
Mikhaïl Zenkévitx va morir el 14 de setembre de 1973 a Moscou.